# بوچیه (بور)
بوچیه (به صربی: Bučje) یک روستا در صربستان است که در بور واقع شده‌است. بوچیه ۶۶۶ نفر جمعیت دارد.